# Cycas changjiangensis
Cycas changjiangensis är en kärlväxtart som beskrevs av N. Liu. Cycas changjiangensis ingår i släktet Cycas, och familjen Cycadaceae. IUCN kategoriserar arten globalt som starkt hotad. Inga underarter finns listade i Catalogue of Life.